# Scarborough (Canada)
Scarborough is een voormalige Canadese gemeente die is opgegaan in de stad Toronto. Er woonden in 2006 602.575 inwoners op een oppervlakte van 187,7 km².
De locatie kreeg in 1796 zijn naam, naar het Britse Scarborough. De Scarborough Bluffs, witte rotsen aan het Ontariomeer riepen herinneringen op aan gelijkaardige kliffen in de Britse locatie. Scarborough werd in 1850 een township, in 1967 een borough, in juni 1983 een stad, en fusioneerde op 1 januari 1998 met Toronto. Het vormt nu het oostelijk gedeelte van Toronto, en grenst in het zuiden aan het Ontariomeer.
Jonathan de Guzmán, Jim Carrey en Mike Myers spendeerden een gedeelte van hun jeugd in de stad.

## Geboren
- Mike Myers (25 mei 1963), acteur
- Paul Tracy (17 december 1968), autocoureur
- Dwayne De Rosario (15 mei 1978), voetballer
- Deryck Whibley (21 maart 1980), muzikant
- Jonathan de Guzman (13 september 1987), voetballer
- Vanessa James (27 september 1987), kunstschaatsster
- Jordan Belchos (22 juni 1989), schaatser
- Andre De Grasse (10 november 1994), sprinter
- Javier Acevedo (28 januari 1998), zwemmer
- Penelope Oleksiak (13 juni 2000), zwemster